# Obrium constricticolle
Obrium constricticolle es una especie de escarabajo longicornio del género Obrium, clasificada en la tribu Obriini, de la subfamilia Cerambycinae. Fue descrita por Schaeffer en 1908.
La especie mide 4,5-6 mm de longitud y el período de actividad en adultos se presenta en junio, julio y agosto. Se distribuye por México y Estados Unidos.